# 2007 LF38
2007 LF38 est un objet du disque des objets épars.

## Caractéristiques
2007 LF38 mesure environ 300 kilomètres de diamètre.